# Cichorium pumilum
Cichorium pumilum Jacq. – gatunek rośliny należący do rodziny astrowatych. Rodzimy obszar jego występowania to Afryka Północna (Makaronezja, Egipt, Libia, Maroko, Tunezja), Azja Zachodnia, Kaukaz i Europa Południowa (Albania, Bułgaria, Chorwacja, Grecja, Włochy i Czarnogóra), ale rozprzestrzenił się i obecnie występuje także na Azorach, w Belgii, Niemczech, Polsce i Szwajcarii. 

## Zastosowanie
Młode liście i korzenie są jadalne. Uważa się, że od Egipcjan Żydzi nauczyli się spożywania w okresie Paschy mięsa z gorzkimi ziołami (Lb 9,11). Niektórzy badacze roślin biblijnych są zdania, że wśród tych ziół znajdowały się cykoria podróżnik i Cichorium pumilum. Arabowie do dzisiaj spożywają mięso z gorzkimi ziołami, są wśród nich obydwa wymienione gatunki cykorii, które wśród innych ziół są sprzedawane na straganach.